# Stasys Kropas
Stasys Kropas (* 6. Februar 1953 in Tumagalis, Rajongemeinde Panevėžys) ist ein litauischer Ökonom und Politiker.

## Leben
Nach dem Abitur an der 2. Mittelschule Panevėžys absolvierte er 1977 das Studium an der Fakultät für Wirtschaft der Vilniaus universitetas (VU) und danach promovierte zum Thema „Finanzbilanz der Litauischen Republik“. Ab 1990 war er Mitglied im Seimas, 1992 Minister ohne Portfolio. 1995–2001  war er  Vorstandsmitglied der Lietuvos bankas. Seit 1996 lehrt er am Institut für internationale Beziehungen und Politikwissenschaften der VU. Seit 2010 ist er Professor an der VU TVM. 
Seit 2008 ist er Präsident des Litauischen Bankenverbands. 
Er spricht Russisch und Englisch.